# Hermann Eichhorst

Hermann Eichhorst.

Hermann Ludwig Eichhorst, född 3 mars 1849 i Königsberg (nuvarande Kaliningrad), död 26 juli 1921 i Zürich, var en tysk läkare. 
Eichhorst blev medicine doktor 1873, kallades till extra ordinarie professor 1876 i Jena och 1877 i Göttingen samt blev 1884 ordinarie professor i invärtes medicin i Zürich. Han är mest känd för sina läroböcker, Lehrbuch der physikalischen Untersuchungsmethoden (1881; fjärde upplagan 1896), Handbuch der speciellen Pathologie (fyra band, 1882-84; sjätte upplagan 1904) och Lehrbuch der praktischen Medicin innerer Krankheiten (1899).